# Geodena insolita
Geodena insolita es una especie de polilla de la familia Geometridae, descrita por primera vez por el entomólogo francés Claude Herbulot en 1997, con distribución endémica en Camerún.